# 米子城
米子城（日语：よなごじょう）是一座位於日本鳥取縣米子市久米町的城堡，又稱久米城、湊山城。在江戶時代初期，米子城曾是米子藩（伯耆藩）的藩廳。遺址被指定為國家的史跡。米子城曾建有天守，但在19世紀後期被拆除。現在米子城所在地是湊山公園。

## 外部連結
- 米子城の歴史 （页面存档备份，存于）
- 国指定文化財等データベース （页面存档备份，存于）
- 史跡　米子城跡整備計画　基本構想案 （页面存档备份，存于）